# مهدي فراشري
مهدي فراشري (بالألبانية: Mehdi bej Frashëri‏) (و. 1872 – 1963 م) هو سياسي، ودبلوماسي ألباني، توفي في روما، عن عمر يناهز 91 عاماً.

## روابط خارجية
- مهدي فراشري على موقع مونزينجر (الألمانية)